# カンナ (イタリア)
カンナ（イタリア語: Canna）は、イタリア共和国カラブリア州コゼンツァ県にある、人口約700人の基礎自治体（コムーネ）。

## 地理

### 位置・広がり

#### 隣接コムーネ
隣接するコムーネは以下の通り。括弧内のMTはマテーラ県所属を示す。
- モンテジョルダーノ
- ノカーラ
- ノーヴァ・シーリ (MT)
- オリオーロ
- ロッカ・インペリアーレ